# Brnska biskupija
Brnska biskupija (češ. Diecéze brněnská, lat. Dioecesis Brunensis) je dijeceza Katoličke Crkve u Češkoj, pod upravom Olomoucke nadbiskupije i njezina nadbiskupa Jana Graubnera, sa sjedištem u gradu Brno. Biskupija je osnovana 5. prosinca 1777. odvajanjem od svoje nadređene biskupije od strane pape Pija VI.
Trenutni biskup je Vojtěch Cikrle. Zaštitnici biskupije su Sveti Petar i Sveti Pavao, a njima je posvećena i prvostolnica u biskupijskom gradu Brnu. Unutar biskupije djeluje 449 župa u kojima živi 535.500 katolika.

## Unutarnje poveznice
- Olomoucka nadbiskupija
- Katolička Crkva u Češkoj
- Jan Graubner

## Vanjske poveznice
- GCatholic.org (engl.)
- Catholic Hierarchy (engl.)
- Službene stranice biskupije (češ.)